# فريدريش ويلهلم هاين
فريدريش ويلهلم هاين (بالألمانية: Friedrich Wilhelm Heine)‏ هو كاتب ورسام وشخصية أعمال ورسام توضيحي ألماني، ولد في 25 مارس 1845 في لايبزيغ في ألمانيا، وتوفي في 27 أغسطس 1921 في ميلواكي في الولايات المتحدة.